# Santamartatapaculo
De santamartatapaculo (Scytalopus sanctaemartae) is een zangvogel uit de familie Rhinocryptidae (tapaculo's).

## Verspreiding en leefgebied
Deze soort is endemisch in de Sierra Nevada de Santa Marta in het noorden van Colombia.

## Status
De grootte van de populatie is in 2016 geschat op 22.000 volwassen vogels. Het verspreidingsgebied is klein en de aantallen nemen af door ontbossing. Op de Rode lijst van de IUCN heeft deze soort daarom de status gevoelig.